# Nuoto ai XVIII Giochi del Mediterraneo - 50 metri rana femminili
La gara dei 50 metri rana femminili dei XVIII Giochi del Mediterraneo si è svolta il 25 giugno 2018. Al mattino si sono svolte le batterie, mentre la finale si è disputata nel pomeriggio.

## Podio
| Pos. | Atleta              | Nazione |
| ---- | ------------------- | ------- |
|      | Arianna Castiglioni | Italia  |
|      | Martina Carraro     | Italia  |
|      | Jessica Vall        | Spagna  |

## Record
Prima della manifestazione il record del mondo (RM) e il record dei Giochi del Mediterraneo (RG) erano i seguenti.
|  | 29"40 | Lilly King             | 30 luglio 2017 Budapest |
|  | 31"12 | Anastasia Christoforou | 1º luglio 2009 Pescara  |

Durante la competizione è stato migliorato il seguente record:
|  | 31"07 | Arianna Castiglioni |

## Risultati

### Batterie
| Pos. | Batteria | Corsia | Atleta                  | Nazionalità          | Tempo | Note |
| ---- | -------- | ------ | ----------------------- | -------------------- | ----- | ---- |
| 1    | 2        | 4      | Arianna Castiglioni     | Italia               | 31"13 | Q    |
| 2    | 1        | 4      | Martina Carraro         | Italia               | 31"58 | Q    |
| 3    | 2        | 2      | Maria Drasidou          | Grecia               | 31"86 | Q    |
| 4    | 2        | 5      | Jessica Vall            | Spagna               | 31"88 | Q    |
| 5    | 2        | 3      | Gülşen Beste Samancı    | Turchia              | 31"92 | Q    |
| 6    | 1        | 6      | Marina García Urzainqui | Spagna               | 32"02 | Q    |
| 7    | 2        | 7      | Solène Gallego          | Francia              | 32"13 | Q    |
| 8    | 1        | 3      | Tina Čelik              | Slovenia             | 32"21 | Q    |
| 9    | 2        | 7      | Viktoriya Zeynep Güneş  | Turchia              | 32"42 |      |
| 10   | 1        | 5      | Tjaša Vozel             | Slovenia             | 33"01 |      |
| 11   | 1        | 2      | Emina Pašukan           | Bosnia ed Erzegovina | 33"10 |      |
| 12   | 1        | 7      | Raquel Gomes Pereira    | Portogallo           | 33"36 |      |
| 12   | 2        | 1      | Rania Nefsi             | Algeria              | 34"87 |      |

### Finale
| Pos. | Corsia | Atleta                  | Nazionalità | Tempo | Note |
| ---- | ------ | ----------------------- | ----------- | ----- | ---- |
|      | 4      | Arianna Castiglioni     | Italia      | 31"07 |      |
|      | 5      | Martina Carraro         | Italia      | 31"33 |      |
|      | 6      | Jessica Vall            | Spagna      | 31"49 |      |
| 4    | 7      | Marina García Urzainqui | Spagna      | 31"69 |      |
| 4    | 3      | Maria Drasidou          | Grecia      | 31"69 |      |
| 6    | 2      | Gülşen Beste Samancı    | Turchia     | 31"73 |      |
| 7    | 8      | Tina Čelik              | Slovenia    | 31"95 |      |
| 8    | 1      | Solène Gallego          | Francia     | 32"20 |      |